# Division No 3 (Alberta)
Pour les articles homonymes, voir Division No 3.
La Division No  3 est une division de recensement de 38,566 habitants en 2011, située dans la province d'Alberta, au Canada.